# Nules (kommun)
Nules är en kommun i Spanien.   Den ligger i provinsen Província de Castelló och regionen Valencia, i den östra delen av landet, 300 km öster om huvudstaden Madrid. Antalet invånare är 13 636. Arean är 50 kvadratkilometer. Nules gränsar till Artana, Betxí, Burriana, Moncofa, La Vall d'Uixó, Vila-real, La Vilavella och Alquerías del Niño Perdido. 
Terrängen i Nules är platt åt sydost, men åt nordväst är den kuperad.